# Emanoil Petruț
Emanoil Petruț (* 6. Februar 1932 in Mărășești, Rumänien; † 8. August 1983) war ein rumänischer Schauspieler.

## Leben
Emanoil Petruț studierte von 1948 bis 1953 an der Theaterfakultät der Universität Bukarest. Anschließend spielte er mehrere Jahre am Nationaltheater. Sein Filmdebüt gab er bereits während des Studiums, als er in dem von Jean Georgescu inszenierten În sat la noi mitspielte. Obwohl er in den nächsten Jahren in Filmen wie Kampf um Rom, Das Schloß hinterm Regenbogen und Severino mitspielte, war Petruț hauptsächlich am Theater beschäftigt. Bis 1973 spielte er in über 100 Theaterstücken mit und wurde mehrfach mit Theaterpreisen ausgezeichnet.
Petruț war mit der Moderatorin Catinca Ralea (1929–1981) verheiratet. Das Paar hatte einen gemeinsamen Sohn, den Schauspieler Tudor Petruț (* 1963).

## Filmografie (Auswahl)
- 1951: În sat la noi
- 1955: Alarm in den Bergen (Alarmă în munți)
- 1959: Geheimcode (Secretul cifrului)
- 1962: Tudor, Rebell gegen Paschas und Bojaren (Tudor)
- 1964: Erinnerungen an die Kindheit (Amintiri din copilărie)
- 1967: Fingerabdrücke (Amprenta)
- 1968: Der Raub der Jungfrauen (Răpirea fecioarelor)
- 1968: Die Rache der Heiducken (Răzbunarea haiducilor)
- 1968: Kampf um Rom
- 1969: Das Schloß hinterm Regenbogen (Tinerețe fără bătrânețe)
- 1971: Der Abflug (Decolarea)
- 1972: Mit reinen Händen (Cu mîinile curate)
- 1973: Abenteuer im Zeichen des weißen Pferdes (Frații Jderi)
- 1974: Türkenschlacht im Nebel (Ștefan cel Mare)
- 1974: Untersuchung auf der Werft (Trei scrisori secrete)
- 1975: Abenteuer im Donaudelta (Aventurile lui Babușcă)
- 1978: Die Revanche (Revanșa)
- 1978: Severino
- 1979: Das wahre Leben des Fürsten Dracula (Vlad Țepeș)
- 1980: Das Gold der Daker (Burebista)
- 1980: Das bleiche Licht des Schmerzes (Lumina palidă a durerii)